# Geschichte der Laubenkolonien im Bezirk Wedding
Die Geschichte der Laubenkolonien im Bezirk Wedding steht in engem Zusammenhang mit der Entwicklung der Stadt Berlin in der prägenden Zeit ab Ende des 19. Jahrhunderts. In der oft als „Hauptstadt der Laubenpieper“ bezeichneten Stadt waren die Laubenkolonien im Ortsteil Wedding die ersten und bekanntesten. Diese meist als Provisorien auf Bauerwartungsland entstandenen Gärten mit einfachen kleinen, überwiegend selbstgezimmerten Hütten ermöglichten die Erholung in frischer Luft sowie die Nahrungsergänzung durch Anbau von Kartoffeln, Gemüse und manchmal Obst. Sie dienten auch als zeitweilige bis dauerhafte Wohnungsalternative.
Seit dem Jahr 2001 befinden sich 27 der 31 verbandsmäßig in Mitte erfassten Kleingartenvereine im ehemaligen Bezirk Wedding. Sie bedecken eine Fläche von etwa 62 Hektar. Hinzu kommen einige nicht dem Bezirksverband der Kleingärtner angeschlossenen Kolonien. Damit entfallen knapp sieben Prozent des Weddinger und Gesundbrunner Gebiets auf Kleingartenanlagen. Wie in Berlin insgesamt befindet sich das Bodeneigentum der Kleingartenkolonien seit 1989 weit überwiegend in Landesbesitz. Ausnahmen sind im Wedding eine größere Kolonie mit privaten Parzelleneigentümern, einige Kleingartenanlagen der Deutschen Bahn sowie eine kleinere Anzahl von Parzellen in Privateigentum.
Die Laubenkolonien entstanden zunächst oft als „wilde“, später zunehmend von Grundeigentümern und deren Generalpächtern parzellierte kleinere Freiflächen in der Periode der Industrialisierung des Berliner Nordens nach der Gründung des Deutschen Reiches. In den Stadtplänen wurden ihre Gebiete und ihre Namen über lange Zeit als weiße Flecken markiert. Parzellennutzer waren zunächst vom Land in die Großstadt einwandernde Arbeiter mit ihren Familien. Sie fanden hier einen Ausgleich zu den elenden Bedingungen der Mietskasernen oder oft eine Notunterkunft in Krisenzeiten. Mit der Zeit kamen zu den proletarischen Laubenkolonisten kleinbürgerliche Nutzer hinzu. Für sie standen Freizeitgestaltung und Hobbygärtnerei zunehmend im Vordergrund gegenüber ökonomischen und Wohnversorgungszwecken.

## Frühe Geschichte der Laubenkolonien

Kolonie Neu-Holland Barfusstraße, um 1911

Die Weddinger Laubenkolonien hatten philanthropisch motivierte Vorläufer in den seit 1833 in Berlin gegründeten Armengärten. Ein Beispiel nennt der Berlinflaneur Julius Rodenberg in seinen Bildern aus dem Berliner Leben (1885) als Wohltat eines Pfarrers, der eine Arbeiterkolonie in dem Gebiet von „Sandwüsten, Sümpfen, Luchen und Fennen“ stiftete. Er verwandte den Begriff „Kolonisten“ noch gemäß seiner etymologischen Herkunft als landwirtschaftlich bebaute Fläche. So bezeichnete sie auch der Magistrat der Stadt Berlin nach dem Erwerb der meisten Gebiete des Wedding und der anschließenden Parzellierung (bis 1827) zugunsten von Gärtnern, Bauhandwerkern und anderen Arbeitsleuten. Sie sollten den unwirtlichen Bereich urbar machen. Ihren Parzellen folgten nach 1860 vereinzelt Schrebergärten und, mit ähnlichen sozialhygienischen Zielen, aber auch mit politischen Restriktionen, die vom Deutschen Roten Kreuz eingerichteten Kleingärten.
Die frühen Kleingartenanlagen für die arme Bevölkerung aufgrund wohlwollender aristokratischer oder bürgerlicher Fürsorge wurden nicht die für den Wedding langfristig charakteristischen. Dagegen entstanden einige Eisenbahnergärten entlang der Trassen von neu errichteten Eisenbahnen, bis hin zur Umwandlung des vormaligen Kohlebahnhofs nahe dem Bahnhof Wedding der 1870 entstandenen Ringbahn in eine schmale Kolonie der Bahnlandwirtschaft (=BLW), Gruppe Wedding, nach 1945. In der Hochphase der Industrialisierung des alten Wedding durch Firmen wie AEG, Schwartzkopff, Osram und Schering kam es zum massenhaften Zuzug Arbeit und Wohnung Suchender. Die mangelhafte Anzahl und Qualität der verfügbaren Wohnungen in den Mietskasernen führte zu zahlreichen zeitweilig geduldeten Kleingärten um die Industrieanlagen. Besonders auf den waldigen und sandigen Böden um die Dünen des Nordberliner Urstromtals – der Schriftsteller Gutzkow nannte sie deshalb „eine Saharawüste, die man den Wedding nennt“ – entstanden primitive Barackensiedlungen. Eine von ihnen, als erste Weddinger Laubenkolonie mit ihrem Namen Schillerhöhe kenntlich gemacht, hatte seit 1884 eine wechselvolle Geschichte bis zu ihrer Überbauung nach dem Zweiten Weltkrieg; andere hingegen, wie die Siedlung Neu-Holland in der Barfusstraße, wurden bald dem Wohnungsbau oder der Gestaltung des Schillerparks geopfert. Das Haupteinfallstor solcher „wilden“ Siedlungen früher Laubenkolonien, denen in den entstehenden Berliner Vororten auf Grundeigentum beruhende Stadtentwicklungen gegenüberstanden, war im Wedding das karge Dünengebiet der Rehberge nach oftmaliger Abholzung der Waldgebiete der Jungfernheide. Dort ersetzte sie erst der entstehende Volkspark Rehberge durch eine von sozial besser gestellten Pächtern übernommene Kolonie.
Für die Bewohner der am Wedding entstandenen Mietskasernen schufen die Laubenkolonien Abhilfe für den Mangel an frischer Luft und Nahrungsmitteln, für viele von ihnen auch immer wieder dauerhafte Unterkunft in den Wohnlauben. Solch Ausgleich für gesellschaftliche Missstände stellten für bürgerliche Befürworter der Laubenkolonien ein gutes Argument für ihre Funktion als soziale und ökonomische Gegenmittel gegen Alkoholismus und Vergnügungssucht dar. Vor allem jedoch schützte die bald einsetzende Selbstorganisation der Bewohner solcher Kolonien durch Vereinsbildung um 1900 sie vor Verdrängung und Ausnutzung durch Bodenspekulanten. Schon vor 1900 hatten sich etliche der Weddinger Laubenkolonien zu Vereinen zusammengeschlossen. So die Gemütlichen Rehberger im späteren Afrikanischen Viertel. 1901 konstituierte sich in einigen Laubenkolonien im Wedding und in Berlin (in den Stadtgrenzen von 1861) eine Vereinigung sämtlicher Pflanzervereine Berlins und Umgebung. Eine ihrer Nachfolgeorganisationen publizierte ab 1903 die Zeitschrift Der Laubenkolonist. Die Laubenkolonien entlang der Eisenbahntrassen nördlich des Bahnhofs Gesundbrunnen schlossen sich in der Vereinigung Eisenbahn und Landwirtschaft zusammen. Mit dem steigenden Organisationsgrad ging eine Standardisierung der Parzellengrößen, noch nicht allerdings der Laubenformen, einher. Die Parzellen bestanden zu je etwa einem Drittel aus Anbauflächen, Rasen und den Bretterbuden, deren für Berlin spezifische Bezeichnung als „Lauben“ der französische Journalist Jules Huret schon 1909 notierte.
Die Lebensmittelknappheit im Ersten Weltkrieg führte zu einer größeren Akzeptanz der Laubenkolonien. Im Jahr 1915 gründete sich unter dem Einfluss der Kriegsökonomie der Kriegsausschuss der Groß-Berliner Laubenkolonien. Im nächsten Jahr richtete die Reichsregierung eine Zentralstelle für den Gemüsebau im Kleingarten ein. 1916 erließ der Bundesrat des Deutschen Reiches auch Verordnungen für die Bereitstellung städtischen Geländes zur Gartennutzung und zum Schutz vor unbilligen Kündigungen. Zugleich wurden die Pachtpreise der Parzellen amtlich festgesetzt.

## Eigentumsverhältnisse in den Laubenkolonien
Wie im öffentlichen Wohnungsbau, so war auch die Stadtentwicklungspolitik in der industriellen Expansionsphase der Stadt Berlin durch eine langwährende Überlassung des Feldes an Privateigentümer von Grund und Boden gekennzeichnet. Die von der Ausbreitung der Laubenkolonien betroffenen Gebiete des Wedding, wie andernorts in Berlin, befanden sich in drei Eigentumsbereichen: in städtischem Grundeigentum, im Gelände von Kirchengemeinden und im privaten Grundbesitz von Terraingesellschaften und Einzelbesitzern. Zwar überwog das Grundeigentum der Stadt Berlin insgesamt die beiden anderen Formen des Grundeigentums, jedoch nicht im engeren Gebiet der Stadtbezirke von 1861 wie dem Wedding. Hier erwuchsen soziale Konflikte vor allem aus der Übernahme der Laubenkolonien durch Generalpächter, die als Zwischeninstanz die Parzellenpächter in Abhängigkeit hielten. Dies besonders bei privaten Grundeigentümern, deren Generalpächter durch Pachtzinserhöhungen und Kantinenbetriebe mit Ausschankmonopolen ökonomischen Druck auf Laubenkolonisten ausübten. Der Antrieb dazu war, auch im Bereich städtischen Grundeigentums ein auf Laufzeiten von drei oder sechs Jahren festgelegtes Ausschreibungssystem für die Kolonien, das Profitsteigerungen ermöglichte.
Die abträglichen sozialen Folgen vor allem des Kantinenbetriebs, wie der durch ihn begünstigte Alkoholismus vieler Laubenkolonisten, widersprachen den Erwartungen an die Kleingärten. Erst seit der Gegenbewegung gegen das spekulative Manipulieren von Größen und Erträgen der Parzellen durch die Generalpächter, besonders durch die Vereinsgründungen der Laubenpächter, veränderte sich dies. Das stellten bald Befürworter einer genossenschaftlichen Organisation der Laubenkolonien fest, so schon 1911 der Sekretär des Ansiedlungsvereins Groß-Berlin Friedrich Coenen: „Zur Förderung einer rationellen Bewirtschaftung der Laubengärten haben sich viele Laubenkolonisten organisiert.“ Diese Rationalität sollte sich schon bald mit der Abschaffung des Generalpächtersystems und die öffentliche Kontrolle durchsetzen, in der Zeit der höchsten Expansion der Laubenkolonien auch im Bezirk Wedding nach 1920.
Die Eigentumsverhältnisse in den Weddinger Laubenkolonien jedweder Art standen dauerhaft unter dem Vorbehalt ihrer Reservefunktion als Bauerwartungsland. Dies galt der herrschenden Meinung nach auch für die Stadt Berlin als privatwirtschaftlicher Vorteil der Ausdehnung von Kleingärten: „Sofern [die Städte] über freiliegendes Gelände verfügen, das für die Bebauung nicht in Betracht kommt, können sie sich keine bessere Verwertungsmöglichkeit verschaffen, als die Aufteilung und Verpachtung an Laubengarten-Liebhaber.“ An dieser Funktion der Laubenkolonien als städtebauliche Manövriermasse hat sich auch im Bezirk Wedding wenig verändert. So ist etwa im Umfeld der zentralen Müllerstraße gegen heftige Proteste der Parzellenbewohner um 1960 die Laubenkolonie Albrechtsruh den Straßenbau- und Wohnungsbauplanungen zum Opfer gefallen, wie früher schon die Kolonie Neu-Holland und kurz zuvor auch der größere Bereich der Kolonie Schillerhöhe einer gleichnamigen Großsiedlung des sozialen Wohnungsbaus. Ein Sonderfall in solcher dauerhaften Regelung der Eigentumsansprüche, die ansonsten lediglich durch eine Bestandsschutzregelung für einige Dauerkolonien wie Rehberge, Togo und Sonntagsfreuden beschränkt wurden, ist im Ortsteil Gesundbrunnen die Kleingartenkolonie Sandkrug. Ihre Parzellen befinden sich im Privatbesitz ihrer Nutzer. Daher schloss sich die Kolonie nicht dem Weddinger Kleingartenverband an.
Seit dem 21. Jahrhundert wird der Begriff Kolonie in Abgrenzung zu den früheren Kolonien zunehmend durch Kleingartenanlage (KGA) ersetzt.

## Kultur in den Laubenkolonien

Skatrunde in der Laube, 1930

Über ihren praktischen Nutzen hinaus entfaltete sich schon früh eine charakteristische Kultur der Weddinger Laubenkolonien. In ihr reicherte sich ein privates, allerdings für Frauen nicht unanstrengendes Arkadien mit geselligen Werten an. Die Parzellen mit ihren Lauben und Terrassen dienten fast immer als freizeitlicher Treffpunkt von Familien und Freunden. Im Sommerhalbjahr bildeten sich in den Laubenkolonien Höhepunkte der Geselligkeit, bei Feierlichkeiten, Brett- und Kartenspielen, in Sommer- und Erntefesten als regelmäßige, oft auch weitere kollektive Events. Ihr Zentrum war meist stets die Kantine oder das Vereinsheim der Kolonie, um das herum sich oft Spielplätze für Kinder befanden. Einige ihrer Namen weisen deutlich auf die Wochenend- und Feiertagsnutzung ihrer Pächter hin, schlossen jedoch den zeitweiligen oder dauerhaften Gebrauch der Lauben als Wohnung nicht aus.
Der Zusammenhalt der frühen Laubenkolonisten wurde durch den auf ihnen lastenden ökonomischen Druck und die relative Homogenität ihres sozialen Profils auch als politischer wahrgenommen, in einem Bezirk, der bis in die Weimarer Republik als „roter Wedding“ bezeichnet wurde und von den konkurrierenden Parteien der deutschen Arbeiterbewegung bestimmt wurde. Am Ende der 1920er Jahre skizziert einer ihrer Besucher die Laubenbewohner der Kolonie Albrechtsruh in der oberen Müllerstrasse: „Die Kolonisten sind fast nur Arbeiter, klassenbewusste Proletarier, politisch geschult, und gleichzeitig Bauern, stolz auf ihr `Haus` und ihr Stück Land.“ Sie seien allerdings nur „Bauern auf Kündigung“ als von Pacht und lokaler Bauplanung Abhängige. Vor allem unter den Dauerbewohnern der Parzellenlauben entstand bald nach ihrem Zusammenschluss zu Kolonien ein reger kommunikativer Austausch über die Gartenzäune hinweg. Dies führte auch, wie Zeitzeugen später berichteten, zu Aktionen wie dem gemeinschaftlichen Singen auf den Höfen der Mietskasernen trotz des geltenden Bettelverbots. Der enge soziale Zusammenhalt nahm bei den regelmäßigen festlichen Veranstaltungen und in den häufigen Vereinsabenden in den Vereinsheimen gewohnheitsmäßig gebundene Formen an und war dem Bestehen eines dichten kommunikativen Netzwerks, das auch politische Diskussionen einschließen konnte, sehr förderlich. Die Herausgabe von Kleingartenzeitschriften stützte den kommunikativen Zusammenhalt der Parzellennutzer schon früh, jedoch vorwiegend mit dem Akzent auf ihre unmittelbaren praktischen Interessen.
In der Gestaltung der Parzellen setzten die Begrenzung des Raums und der wirtschaftlichen Möglichkeiten den Pächtern enge Grenzen. Dennoch war oft ein ästhetischer Anspruch in den Parzellen unverkennbar. Die häufigen Benennungen der Wohnlauben mit ihrer selbstbewussten Nachahmung der Villen in Berliner Vororten mochten bei bürgerlichen Betrachtern eher komische Effekte hervorrufen. In der gärtnerischen Praxis balancierten die liebevoll hergerichteten Gartenbeete mit ihren typischen Dekorationen wie den Gartenzwergen auf dem schmalen Grat zwischen witziger Persiflage und gemütlicher Spießigkeit. Sie ließen einen Spielraum für viele Formen gärtnerischer Kreativität und oft eigenwilligem Zierrat um die Lauben und in den Gärten.

## Laubenkolonien in der Weimarer Republik

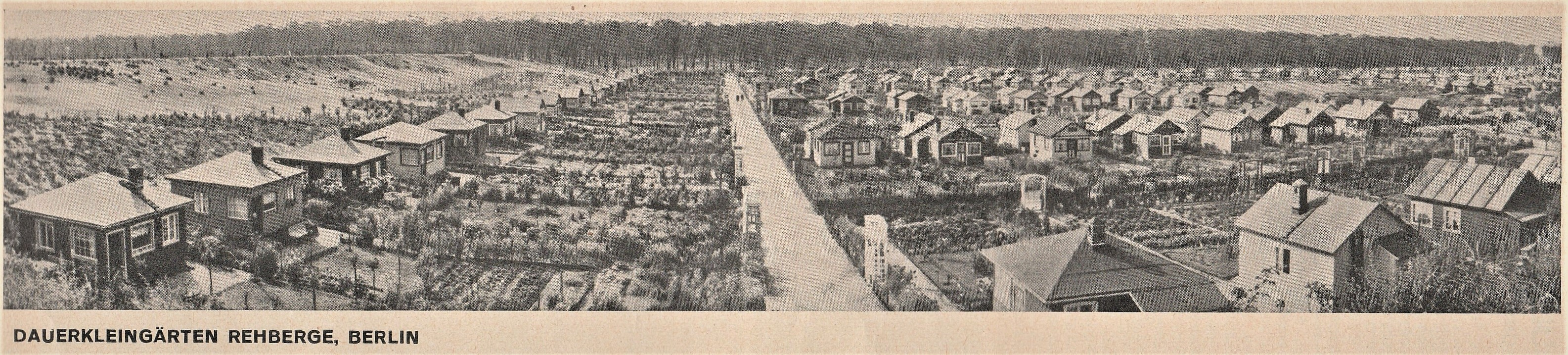
Dauerkleingartenkolonie Rehberge, 1930

Nach dem Ersten Weltkrieg stieg die Wohnungsnot auch im Wedding dramatisch an. Der Bezirk hatte einen Anteil von einem Zehntel an den etwa 200.000 Berliner Wohnungssuchenden nach der Statistik von 1923. Von ihnen fanden aufgrund des unzureichenden Wohnungsbaus 35.000 Menschen nur in Baracken und Wohnlauben Unterkunft. Nur für Einzelpersonen gab es im Bezirk Wedding Ledigenheime wie das am Amtsgericht und Obdachlosenasyle wie die Wiesenburg, in unzulänglicher Aufnahmekapazität. Nach dem Krieg und der Revolution, als sich auch im Wedding die Laubenkolonien als Nahrungsmittelreservoir und Notwohnungen bewährt hatten, verstärkten sich die Anstrengungen der Parzellennutzer auf Selbstorganisation und Rechtssicherheit. Dabei kam ihnen seit dem Juli 1919 die Kleingarten- und Kleinpachtlandordnung als erste gesetzliche Regelung unter anderem des Kündigungsschutzes entgegen. Vor allem jedoch wurde das gewerbsmäßige Generalpachtsystem abgeschafft, das schon vorher durch Alkoholverbote und Pachtzinsbegrenzungen eingeschränkt worden war.
Die Organisationsbestrebungen der Laubenkolonisten, damit auch ihre Politisierung, verstärkten sich auf allen Ebenen von Gebietskörperschaften. Dies traf besonders auf die Berliner Arbeiterbezirke mit ihrem hohen Organisationsgrad der Arbeiterbewegung zu. In agitatorisch zugespitzter Form zeigte dies 1932 der Film Kuhle Wampe über die Zeltstadt dieses Namens am Müggelsee. Am Wedding entstand 1921 auf reformistischer Basis ein eigener Bezirksverband des Provinzialverbandes Groß-Berlin der Kleingartenvereine. Zu seinen Zielen gehörte unter anderem die Errichtung von Dauerkleingartenkolonien, die schon früher gelegentlich gefordert worden waren. Noch 1930 kritisierte der Landschaftsarchitekt Leberecht Migge, dass von den für diesen Zweck vorgesehenen 2 000 ha nur ein Bruchteil schon verwirklicht sei, weshalb die „Dauerkleingartenfrage“ der Idee des „Weltstadtgrüns“ Berlins im Wege stünde. Ein Musterfall wurde hier 1927 die in die Entstehung des Volksparks Rehberge in einer Arbeitsbeschaffungsmaßnahme integrierte Kolonie Rehberge. Die Verschiebung des Begriffs Laubenkolonien zu Kleingartenkolonien seit 1919, vorher wie später durchgängig immer wieder oft als Schrebergärten verallgemeinert, kam auch im Wedding ihrer wachsenden Respektabilität entgegen. Der steigende Bedeutung der Kleingärten entsprach bald unter anderem ihre Aufwertung zum wichtigsten Gartentyp überhaupt in der Theorie Migges. Solch Bedeutungszuwachs begleitete allerdings eine Erhöhung der für die Parzellen nötigen Aufwendungen und in deren Gefolge eine soziale Verschiebung unter ihren Pächtern in den Bereich des kleinen und mittleren Bürgertums.
Fragen des Bestandsschutzes berührten in der Gesetzgebung für das Kleingartenwesen nach 1919 auch die Binnendifferenzierung unter den Laubenkolonien. Sie führten zur allmählichen Vermehrung von Dauerkolonien mit Bestandsschutz, neben der Kolonie Rehberge als der ersten Berliner und einer der frühesten deutschen Dauergartenkolonie, mit zeitlichen Abständen auch bei der Kolonie Togo und weiteren kleineren Anlagen. Solche Aufwertung war, wie im Fall der Kolonie Rehberge, von einer Standardisierung der Vorschriften für die Anlage der einzelnen Parzellen und besonders ihrer Lauben begleitet. Die Kleingartenkolonie Rehberge folgte den vom Magistrat der Stadt Berlin festgelegten Richtlinien für die äußere Gestaltung der Dauerkleingartenkolonien; sie war in die Planung des neuen Volksparks durch Erwin Barth und Rudolf Germer einbezogen und bildete in ihrer schachbrettartigen Struktur einen deutlichen Kontrast zum sie umgebenden, dem englischen Landschaftspark nachempfundenen Volkspark. Ihr Gelände von 118 Hektar schloss Spielplätze, Brunnen und geschlossenen Lauben von je 20 m² ein, die nicht für die Dauerbewohnung vorgesehen waren. Ihre 460 Parzellen hatten vorschriftsmäßige Größen von ca. 250 m². Ebenso strikt geregelt war die Beschränkung der Lauben auf nur drei Typen und selbst die Bepflanzung der Parzellen.

## Kritik
Die Fixierung der Pachtzinsen in der Kolonie Rehberge auf einen relativ hohen Betrag berührte freilich einen kritischen Punkt der Weddinger Wohnungsbaupolitik in der Weimarer Republik. Im westlichen Teil des Bezirks lag der Schwerpunkt des sozialdemokratisch geförderten Neuen Bauens. In ihm entstanden unter der Leitung des Stadtbaurats Martin Wagner genossenschaftliche Siedlungen. Von ihnen zählt die Siedlung Schillerpark zum UNESCO-Weltkulturerbe der Architekturmoderne. Ihr Pendant im Afrikanischen Viertel sind die Friedrich-Ebert-Siedlung von Bruno Taut und Mies van der Rohes Häusergruppe in der Afrikanischen Straße. Insgesamt verhinderten der Flächenverbrauch des genossenschaftlichen Neuen Bauens und der beginnende soziale Wohnungsbau nicht, dass die Laubenkolonien in der Weimarer Zeit den höchsten Stand ihrer Ausdehnung erreichten. Allerdings bestand zwischen den schon bestehenden Laubenkolonien und den Orten des Neuen Bauens eine gewisse Konkurrenz um knapper werdende Flächenbestände, aber auch wegen der für die meisten Laubenpächter unerschwinglichen Mieten der Neubauwohnungen. An einigen Stellen grenzten die Gebiete unmittelbar aneinander, wie die ersten Bauten Bruno Tauts in der Siedlung Schillerpark, von deren erstbezogenen Wohnblöcken – vom Architekten mit der Absicht gestaltet, „Armeleutekunst“ zu vermeiden – der Blick ausgerechnet auf die Kolonie Freudental mit ihren armen Bewohnern fiel. Das Unbehagen unter den Mitgliedern der KPD über solche Gegensätze wurde von einzelnen der KPD angehörenden Bewohnern der neuen Siedlung wie dem Ehepaar Hilde und Georg Benjamin durch die politische Parteiarbeit im Laubenkoloniegebiet beschwichtigt. Dort vermutete 1934 ein Bericht der nationalsozialistischen Kleingartenführung tatsächlich 80 Prozent Kommunisten unter den Parzellennutzern.
Die Kritik an Laubenkolonien zielte weniger auf Stadtentwicklungsprobleme als auf ihre sozialen Funktion. Die Kritik an der Identifikation der arbeitenden Menschen proletarischer Herkunft mit ihren Parzellen kam von politisch gegensätzlichen Positionen. In der frühen Zeit der Laubenkolonien, als deren Pächter sich vereinsmäßig zu organisieren begannen, sah eine besitzbürgerliche Schelte den Wunsch der Arbeiter nach Grünflächen als unangemessenes Anspruchsverhalten. Dagegen erblickten der radikalen Arbeiterbewegung Nahestehende in der Weimarer Republik im selben Bestreben die Gefahr einer Abkehr vom politischen Tageskampf. Ähnliche kritische Motive gegenüber den spöttisch „Laubenkommunisten“ genannten Parzellennutzern enthielten die kabarettistischen Texte von Erich Weinert. Dagegen sympathisierten die populären Lieder von Claire Waldoff trotz allen liebevollen Spotts mit den Laubenkolonisten, während ihre kleinbürgerlichen Parzellennachbarn in der neusachlichen Prosa und noch in  Kinderbüchern während der Nazizeit Hans Falladas als bemitleidenswerte Opfer der ökonomischen Krise nach 1929 erscheinen.

## Weddinger Laubenkolonien im Nationalsozialismus
Das Verhältnis der Nationalsozialisten, vor und nach ihrer Machtübernahme, zu den Laubenkolonien am Wedding war zwiespältig. Für sie waren die Pächter der Kolonien politisch als überwiegende Wähler und Mitglieder der Linksparteien im roten Wedding verdächtig. Unter ihnen war im Wedding ein überdurchschnittlicher Anteil an den nach 1933 geschätzten 41000 insgesamt in Berliner Wohnlauben lebenden Menschen. Wie im Nachbarbezirk Bezirk Reinickendorf, dort in der Kolonie Felseneck, wurden sie schon 1933 zum Ziel gewalttätiger Angriffe. Nach dem anfänglichen Terror gegen die Laubenkolonisten bildete ab 1935 die „Sanierung der wilden Wohnlaubensiedlungen“ einen Schwerpunkt der nationalsozialistischen Wohnungspolitik. Aus solchen offensichtlichen Gründen richtete sich die nationalsozialistische Propaganda gelegentlich gegen diese Kolonien. Im Widerspruch dazu stand der in der faschistischen Rhetorik propagierte Anspruch „Jeder rassisch einwandfreie, erbgesunde und bäuerlich denkende deutsche Volksgenosse hat ein Recht darauf, ein kleines Stückchen deutscher Erde selbst bebauen zu dürfen.“ So unterstützte die Politik der NSDAP die Einrichtung von Dauerkolonien, aber vor dem Krieg noch nicht des Wohnrechts in ihnen. Auf ihre Ideologie gründeten sich etliche den Kleingärtnern gegenüber unterstützende nationalsozialistische Publikationen mit dem Motiv von Blut und Boden. Auch in den Satzungen der Stadtgruppe Wedding wurde dieser Begriff, wechselweise mit „Volks- und Brauchtum“, als oberste Bezugsinstanz des Kleingärtnerdaseins aufgeführt.
Die Maßnahmen der NSDAP galten in den Laubenkolonien wiederholt der Ausschaltung von jeglichem Widerstand, oftmals mit Hilfe ihrer Funktionäre und Zuträger. Auch waren die Weddinger Kolonien von der Gleichschaltung durch die Zwangsmitgliedschaft im neuen Reichsbund der Kleingärtner und Kleinsiedler Deutschlands betroffen. Der Stadtgruppe Wedding stand ein Standgruppenführer vor, der regelmäßige Berichte an die Staatspolizei lieferte. In einem Schreiben monierte er, dass ein Kleingartenverein mit weit überwiegend kommunistischen Mitgliedern an der Müllerstrasse von einem ehemaligen Funktionär der KPD geleitet wurde. Die Gestapo beließ es jedoch bei einem Wunsch nach Auflistung aller Vereinsmitglieder, von denen die Mehrzahl in der Kolonie ihren einzigen Wohnsitz hatte, da der Vereinsvorsitzende sich inzwischen der NSDAP angeschlossen hatte. Erst schrittweise, 1938 dann gänzlich, wurden aus dem Reichsbund jüdische Mitglieder ausgeschlossen. Zudem betrieb der NS-Staat die Enteignung jüdischer Grundstücksbesitzer. Opfer dieser Politik im Bezirk Wedding wurde unter anderem der Grundeigentümer der Kolonie „Papier“ (später „Sommerglück“) Paul Hamburg, der erst 1952 im Zuge der Wiedergutmachung erneut als Eigentümer seines Geländes eingesetzt wurde.
Die Abneigung der Nationalsozialisten gegenüber dem „regellosen Wirrwarr“ von Laubenkolonien und privaten Stadtrandparzellen beruhte auch auf übergreifenden Motiven. Sie sahen in ihnen „den bösen Ausdruck rücksichtslos zerbröckelnder Einzelgängerei“- den Gegensatz zu einer idyllischen Vergangenheit, „mit dem straffen Ausdruck des ´Gemein-Wesens`“, in der sie durch „Mauer oder Grün“ disziplinierend gesäumt worden seien. Auch widersprachen die Kleinteiligkeit und das schon früher von Beobachtern an den Laubenkolonien bemerkte Chaos der meisten Kleingartenkolonien Hitlers bekannter Leitidee von Architektur als „steingewordener Weltanschauung“ mit ihren heroisierenden Zügen. Speers Modell einer zukünftigen Metropole Germania schlug kaum zufällig Schneisen durch Weddinger Kerngebiete mitsamt ihren Laubenkolonien. Dies belegt der 1938 verfügte Sperrgebietsplan im Anschluss an Speers Achsenplanung seiner Stadtutopie. Eine positive Ausnahme von solcher Distanz erlaubte die Dauerkolonie „Rehberge“ mit ihrem straff durchorganisierten, fast militärisch geordneten Betrieb, der sie auch früher als andere zur Musteranlage systemkonformer Bewohner machte. Der Pharus-Plan Berlin von 1944 (Mittelausgabe) adelte ihr Gebiet mit dem sozial anspruchsvollen Ortsnamen Neu-Westend. Westlich an sie unmittelbar angrenzend, entstand ab 1935 ein den Krieg überdauerndes großes neues Kasernengelände als Hermann-Göring-Kaserne, seit 1994 Julius-Leber-Kaserne.
Andererseits konnte die Kleingartenbewegung leicht mit der Blut-und-Boden-Ideologie der NSDAP vereinbart werden. Einige der Laubenkolonien konnten die Nationalsozialisten durch ihre dort platzierten Mittelsmänner in den Griff bekommen, besonders die Musterkolonie Rehberge. Dort war der Vereinsleiter schon seit 1932 ein Parteimitglied. Positiv verstärkt wurde diese Hinwendung durch die vom Regime nutzbare ernährungspolitische Funktion der Laubenkolonien im Zweiten Weltkrieg. Hier stieg die Bedeutung der Kleingärten als zusätzliche Versorgungsquelle, in den Zeiten der Luftangriffe auf Berlin auch als Notunterkünfte neben den mit Zwangsarbeitern schnell gebauten laubenähnlichen Behelfsheimen. Dies führte zu rigiden Einschränkungen der Kündigungsmöglichkeiten von Kleingärten und im Jahr 1944 zur zeitweiligen Entfristung von Pachtverträgen. Auch diese Verwendung der Kleingartenanlagen hatte widersprüchliche Folgen, dienten ihre Parzellen doch nicht zuletzt in einigen Fällen dem zeitweiligen Unterschlupf von Juden und anderen vom Regime Verfolgten. So berichtete ein Zeitzeuge von solcher Benutzung einer Laube in einer Kolonie an der Seestraße (wahrscheinlich der Schillerhöhe). Weitere Fälle dieser Art sind der Geschichtsschreibung des Widerstands am Wedding bekannt, wenngleich das Widerstandspotential der Laubenkolonien insgesamt als durchaus begrenzt eingeschätzt wird.

## Kleingärten in der Wiederaufbauphase West-Berlins nach 1945

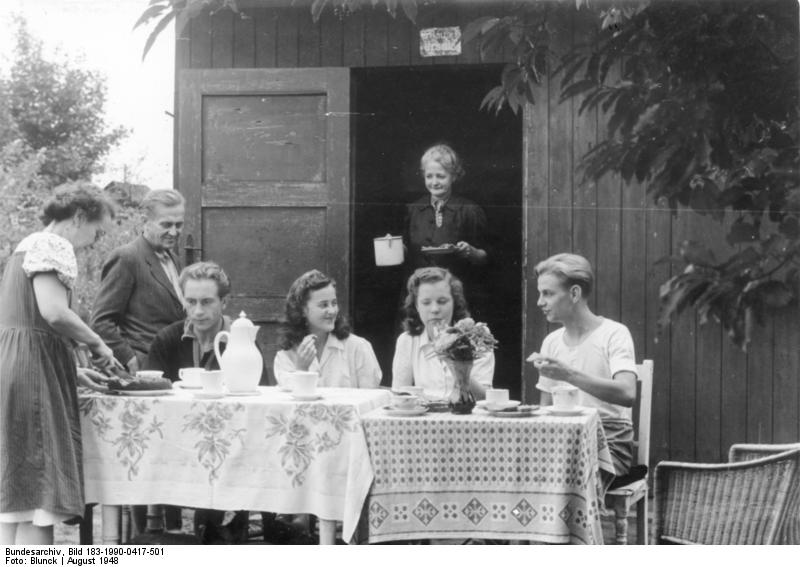
Sonntag im Kleingarten, 1948

Nach den Zerstörungen des Zweiten Weltkriegs und der Wohnungsnot dauerte die Verwendung von Lauben der Weddinger Kleingartenkolonien als Notunterkunft noch einige Jahre an. Dies wurde anfänglich durch ein Beschaffungsprogramm für den Ausbau von Wohnlauben im Bezirk gefördert. Ab 1950 jedoch wurden die so entstandenen Dauerwohnrechte bis auf vereinzelte sozial begründete Ausnahmen schrittweise wieder eingezogen und die fortbestehende Wohnungsknappheit wurde durch neue Wohnungsbauprogramme, vorrangig im sozialen Wohnungsbau, vermindert. Es war dies die letzte Phase, in der der Schwund größerer Kleingartenanlagen im Wedding zugunsten des Wiederaufbaus, zumeist gegen den Widerstand der betroffenen Parzellennutzer, durchgesetzt wurde. Auf die Laubenkolonien entstand ein Druck durch die Aktivierung ihrer Reservefunktion als Bauland. Dem kam ein leicht sinkendes Interesse etlicher Kleingärtner entgegen, für die die Wohnungsmöglichkeiten ihrer Lauben das gärtnerische Interesse überstiegen hatten.
Die im Kalten Krieg zugespitzte politische Systemkonfrontation begleitete den Sonderfall einer der größten Weddinger Laubenkolonien, die dem Schillerpark benachbarte Kolonie Schillerhöhe. Im Juli 1951 erstattete das Weddinger Rechtsamt eine Strafanzeige gegen 32 Laubenkolonisten dieser Anlage, die im Verdacht standen, „Gerüchte zur Unterwühlung der Ordnung in den Westsektoren zu verbreiten und totalitäre Ziele zu vertreten“. Das Verfahren wurde zwar bald eingestellt – und damit die aufgeworfene Frage einer Auflösung der Vereinskolonie gegenstandslos – sodass der West-Berliner Senat beschloss, ihr Gelände solle „der Bebauung zugeführt werden“. Daraus entstand die bis dato größte Maßnahme des sozialen Wohnungsbaus im Bezirk Wedding, die ab 1955 entstandene Großsiedlung Gartenstadt Schillerhöhe. Noch zu Beginn des Jahres 1953 hatte die Bauabteilung des Bezirks Wedding den „Aufbau einer massiven Wohnlaube“ eines Bewohners der Laubenkolonie Schillerhöhe gemäß dem Wohnungsbauplan 1950/51 durch einen Kredit unterstützt. Ein ähnliches Schicksal führte zum stufenweisen Abbruch der Laubenkolonie Albrechtsruh in der Müllerstraße, deren Bestand seit dem Bau des benachbarten großen Straßenbahnbetriebshofs in der oberen Müllerstraße in Frage gestanden hatte. Dessen Konstruktion hatte schon 1927 auf die erwartete Überbauung der angrenzenden Kleingartenanlagen Rücksicht genommen. In der Nachkriegszeit wich die Laubenkolonie zunächst dem Raumbedarf des benachbarten, 1959 in einen Busbetriebshof verwandelten BVG-Gebäudeblocks und einem Kulturzentrum des französischen Sektors. Einige Jahre später folgten in den letzten, hinteren Bereichen der Kolonie ein Altersheim und Mietswohnhäuser.
Nach der Wiederaufbauphase stand der eher provisorische Charakter der Kleingartenkolonien im Widerspruch zur Beharrungskraft ihrer Nutzer. Die Ausdehnung verstärkt bestandsgeschützter Gebiete, vor allem durch die erhebliche Vermehrung der Dauerkolonien, führte zu einer geringfügigen Verschiebung des Anteils der Kleingärten an der Gesamtfläche des Bezirks im Wohnungsbau der Nachkriegszeit. Dies zeigt sich auch an der Zahl der im Bezirksverband Wedding organisierten Kleingartenvereine zwischen 1985 und 2015. In einem Fall, die Kolonie Pankterrassen betreffend, ging deren Terrain in die Neugestaltung des Geländes entlang des Flüsschens Panke als Pankewiesen ein.
Die Konsolidierung der meisten anderen Kleingärtenkolonien stützt sich auf eine zunehmend öffentlichkeitswirksame Verteidigung der Bestände, meist aufgrund ökologischer und gesundheitspolitischer Gründe. Auch die relative Verteilung der Kleingärten über das Bezirksgebiet des Wedding blieb konstant. Über die Hälfte ihrer Parzellen liegt an dessen westlichem Rand, in den Kolonien Rehberge (476 Parzellen), Togo (167), Plötzensee (197) und Quartier Napoléon (191). Weitere größere Kleingartenanlagen befinden sich auf der gegenüberliegenden Seite der Müllerstraße – so die KolonienSonntagsfreude und Nordpol. Dagegen weist nur eine einzige Kleingartenkolonie im Ortsteil Gesundbrunnen mehr als 100 Parzellen auf (Panke, 181). Die Konstanz der Gesamtbestände der Kleingärten schlägt sich unter anderem im Kleingartenentwicklungsplan der Berliner Senatsverwaltung für Stadtentwicklung und Umwelt 2012 (Fortschreibung 2014) stützend nieder.

## Entwicklungstendenzen der Kleingartenkolonien in Wedding und Gesundbrunnen
Seit der Einführung von Dauerkolonien setzte sich am Wedding auch eine stärkere institutionelle Festlegung durch die schon länger bestehenden Vereinsstrukturen durch. Sie ging mit begrifflichen Verschiebungen einher. Ein für das Afrikanische Viertel im westlichen Ortsteil spezifisches Problem ergab sich seit Ende des 20. Jahrhunderts für die Benennung der dort bestehenden Laubenkolonien, die jetzt fast sämtlich Kleingartenkolonien oder Kleingartenvereine genannt wurden und von denen die größeren mit ihren Namen auf Stadtplänen verzeichnet sind. Hier war es der zunehmend kritisch betrachtete koloniale Zusammenhang, der zum Beispiel zur Umbenennung der Dauerkolonie Togo zum Kleingartenverein Togo führte. Auch die neue, wenn auch zögerliche und quantitativ begrenzte Pachtübernahme von Parzellen durch Einwohner des wachsenden Bezirks mit fremdkulturellen Wurzeln spielte hier eine Rolle. Sie setzte sich gegen langwährende Vorbehalte der Pächtermehrheiten in Einzelfällen durch, wie zur gleichen Zeit in anderen europäischen Ländern, etwa im britischen Bereich. Immerhin betont die Homepage des Bezirksverbands Wedding der Kleingärtner ausdrücklich, „Mitglieder anderer Nationalitäten finden hier freundliche Aufnahme“. Dies entspricht auch den Verlautbarungen der zuständigen Senatsverwaltung Berlins.
Die Minderheit der Parzellenpächter fremdkultureller Herkunft, besonders der Nachfahren türkischer Einreisender – der größten Einwandergruppe im Wedding – bildet nur eine kleine, wenngleich langsam wachsende Kohorte unter den neueren Kleingartennutzern. Quantitativ ebenso folgenreich ist eine sowohl soziale als auch generationelle Verschiebung. Die Pächter der Berliner Kleingartenkolonien, die anfänglich aus der Arbeiterschaft oder dem Kleinbürgertum kamen, wurden durch Angestellte und Beamte ergänzt, die allmählich, der allgemeinen demographischen Entwicklung folgend, den Hauptteil der Kolonisten bildeten. Überhaupt verloren ökonomische Erwägungen immer mehr an Gewicht bei der Übernahme einer Parzelle. Das bedingte vielleicht auch die relative Abnahme des Interesses an Weddinger Kleingartenkolonien seit den 1980er Jahren. Der Rückgang der Anträge auf Übernahme einer Parzelle führt allerdings bislang nicht zu mehr als den üblichen fluktuationsbedingten Leerständen.
Die langsame wirtschaftliche Aufwärtsentwicklung, auch des Bezirks Wedding, nach 1950 brachte auch die Abnahme der Nutzung als Wohnlauben mit sich. Eine Ausnahme sind dort nicht ökonomisch motivierte Einzelfälle etwa in der Kleingartenkolonie Sandkrug am Gesundbrunnen mit ihrem Sonderstatus als Verein kleiner Grundeigentümer. In seiner Tabelle des 2014 auf die Ortsteile Gesundbrunnen und Wedding entfallenden Kleingartenbestandes verzeichnet die Tabelle der Senatsverwaltung für Stadtentwicklung nur noch wenige Parzellennutzer Dauerbewohner mit einer Dauerwohnrechtsgenehmigung seit 1945, deren Zahl sich schnell reduziert. Insgesamt verringerten sich die Gesamtflächen der Weddinger Kleingärten von über 3000 Hektar über ca. 2500 um 1950 zu knapp 2000 Hektar im Jahr 1985. Danach blieben sie auf ähnlicher Höhe.
Bei dem erneuten Wiederaufleben des Interesses an privat genutzten Grünflächen im Wedding besteht ein Zusammenhang mit dem gestiegenen ökologischen Bewusstsein breiter, vor allem jüngerer, hoch gebildeter und häufig sozial gesicherter Personen. Dem neuen Interesse am Stadtgrün entsprechen allerdings vermehrt neuere Formen von Gemeinschaftsgärten sowie des Urban Gardening auch im Wedding. Sie wenden sich häufig von den Regelungsansprüchen der Kleingartenvereine und vom charakteristischen Besitzindividualismus vieler Laubenkolonisten ab und bilden auf jeden Fall ein bewusstes gärtnerisches Gegenmodell. Neuere Publikationen zum Urban Gardening beziehen wegen einer vielerorts bemerkbaren Auflösung starrer Reglementierungen selbst die älteren Kleingärtenkolonien, so auch die im Volkspark Rehberge im Wedding, unter die von ihr vorgestellten Projekte ein.
In der Pluralisierung von Lebensstilen lösen sich die traditionellen sozialen wie die institutionellen Zuordnungen auch im Feld der Kleingärten auf. Dem entspricht eine wachsende Zahl von Gemeinschaftsgärten im Wedding. Zu ihnen gehören der Interkulturelle Gemeinschaftsgarten im Mauerpark und ein Interkultureller Garten der Generationen neben einem Altersheim an der Seestraße. Ein interkulturelles Gemeinschaftsprojekt in der Weddinger Ruheplatzstraße steht Interessenten aller Generationen offen. Es besteht aus 300 quadratischen oder rechteckigen Holzkisten mit je verschiedener Bepflanzung. Außer der sozialen Mobilität verspricht das Projekt auf seinen 1700 m² sogar eine örtliche. Die von ihm genutzte Brache ist in der bezirklichen Diskussion für eine Sporthalle vorgesehen. Die Himmelbeet genannte Anlage eines Urban Gardening soll dann auf das Dach der Sporthalle verlegt werden. In einer tourismusbezogenen Broschüre des Berliner Senats über das Stadtgrün Berlins stehen die neuen interkulturellen Gärten, nach Wäldern, Parken, Uferwegen und Friedhöfen, vor den traditionellen Kleingärten.

## Bestandsschutz der Weddinger Kleingartenkolonien
Nach der deutschen Wiedervereinigung und dem Ende der alliierten Verwaltung Berlins entstand neuerlich die Notwendigkeit, den Berliner Kleingartenbestand auf seine Sicherung und Fortentwicklung zu überprüfen. Zunächst erhielten auch die Weddinger Kolonien eine zehnjährige Schutzfrist durch den Beschluss des Abgeordnetenhauses im Jahr 1994. Diese mündete 2004 in den Kleingartenentwicklungsplan der Senatsverwaltung für Stadtentwicklung. Der Plan unterschied unter den Kleingartenkolonien des Wedding verschiedene Stufen der Bestandssicherung entlang einer Skala von dauerhaftem Schutz und ungesichertem Status. In rechtlicher Hinsicht basiert diese Klassifizierung auf dem Bundeskleingartengesetz als oberster Instanz. Auf der nächsten Ebene der juristischen Hierarchie hat der Flächennutzungsplan eine ortsbezogene Geltung. Er kann ebenso wie der auf ihm beruhende Kleingartenentwicklungsplan stärker Rücksicht auf die historisch gewachsenen Besonderheiten der Kleingartenszene des Wedding nehmen.
Der Kleingartenentwicklungsplan Berlin, der zeitliche Abstufungen der Bestandsgarantien vorsieht, wurde 2012 und erneut 2014 fortgeschrieben. Er bezieht einige seiner Klassifikationsgruppen auf die Kleingartenanlagen der Ortsteile Wedding und Gesundbrunnen des neuen Bezirks Mitte: Zu den Kleingartenkolonien mit dem höchsten Sicherungsschutz als Dauerkleingärten zählen die Kolonien Togo, Quartier Napoleon, Freudental, Nordpol II, Grüntal, Holzweg, Panke, Pankegrund, Kamerun, Klein Afrika, Lüttich, Sonntagsfreude, Berg und Tal und Humboldt. Sie gelten als ebenso dauerhaft gesichert wie eine weitere Gruppe mit ähnlich großem Flächenareal, die jedoch als fiktive Dauerkleingärten geführt werden. Das setzt eine dauerhafte Absicherung durch ihre Erfassung im Flächennutzungsplan als Grünfläche voraus. In diese Kategorie fallen die Kleingartenkolonien Plötzensee, Rehberge, Eintracht an der Panke, Steinwinkel,  Seestraßeninsel. Die Gartenkolonien mit dauerhaftem Bestandsschutz bilden die bei weitem an Zahl und Flächengröße dominante Gruppe beider Ortsteile des historischen Wedding. Als durch den Flächennutzungsplan hoch gesichert gilt daneben auch eine zweite Kolonie Plötzensee, die allerdings nicht real oder fiktiv als Dauereinrichtung bezeichnet ist.
Zu den nur zeitlich gesicherten Kolonien zählen solche, denen zwar der Status als fiktive Dauergärten zugesprochen wird, die aber im Flächennutzungsplan als Bauflächen gekennzeichnet sind. Zu dieser kleineren Gruppe gehören die Kolonien Sommerglück, Wiesengrund, Nordkap, Scherbeneck, Virchow und Wilhelm-Kuhr-Straße. Ihre Schutzfrist endet nach der Fortschreibung von 2014 des Kleingartenentwicklungsplans im Jahr 2020. Gänzlich ungesichert sind einige sonstige Kleingärtenkolonien, die ebenfalls auf Baugelände nach dem Flächennutzungsplan liegen, jedoch keine Schutzfrist zuerkannt bekamen: Sankt Georg, Steegerstraße und eine Parzellengruppe der Kolonie Panke. Angesichts wachsender Bevölkerung und steigendem Baubedarf muss die Zukunft einiger der Kleingartenkolonien in dieser Kategorie als prekär betrachtet werden. Dies gilt nicht in gleicher Weise für die außerhalb der amtlichen Bestandssicherung des Landes Berlin liegenden Kleingärten privater Eigentümer der Kolonie Sandkrug und die im Eigentum der Deutschen Bahn befindlichen und von ihr an die Eisenbahnlandwirtschaft verpachtete Anlage Wedding an der Ringbahn.

Bestehende Kolonien
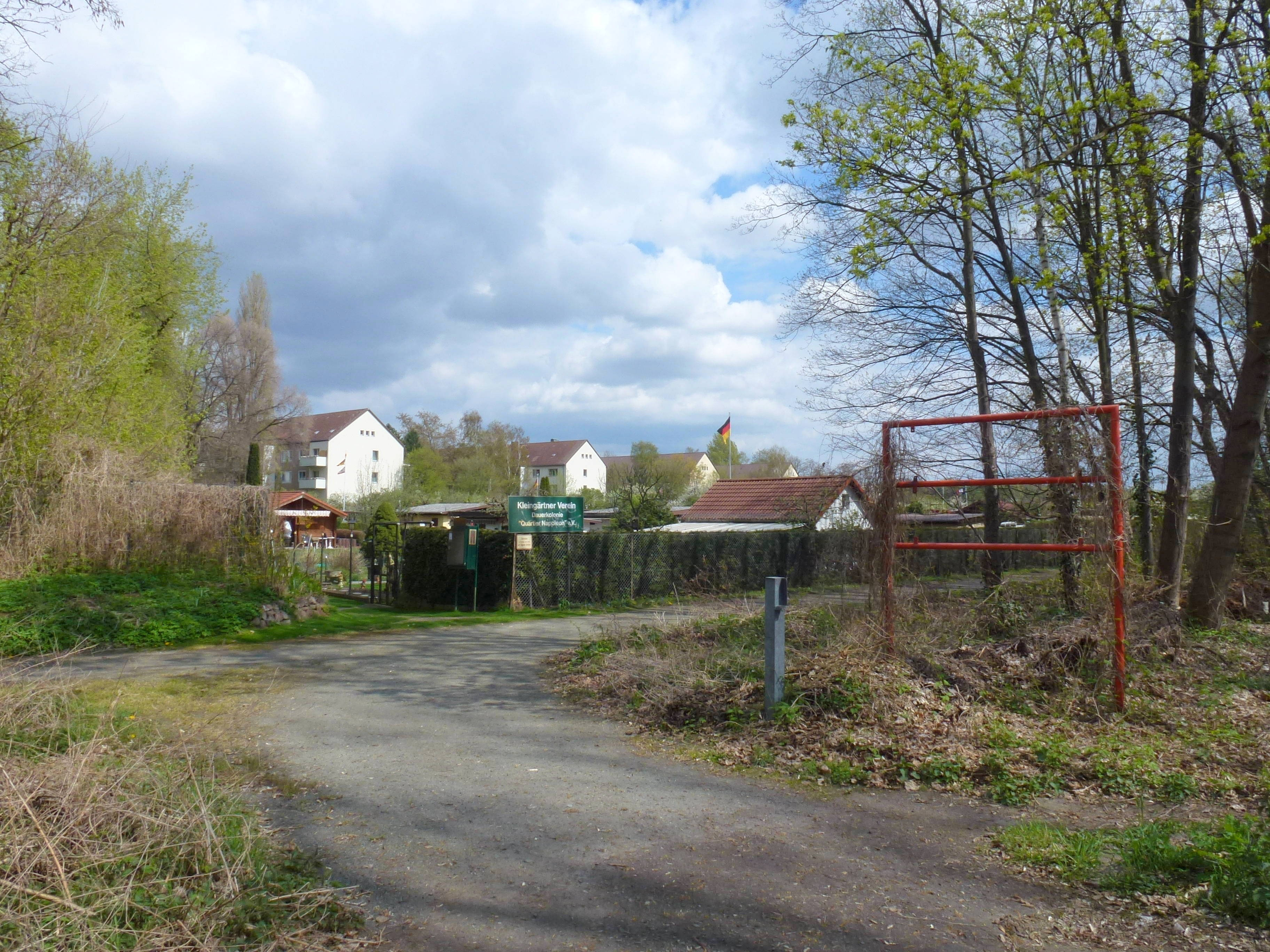
Kolonie Quartier Napoleon
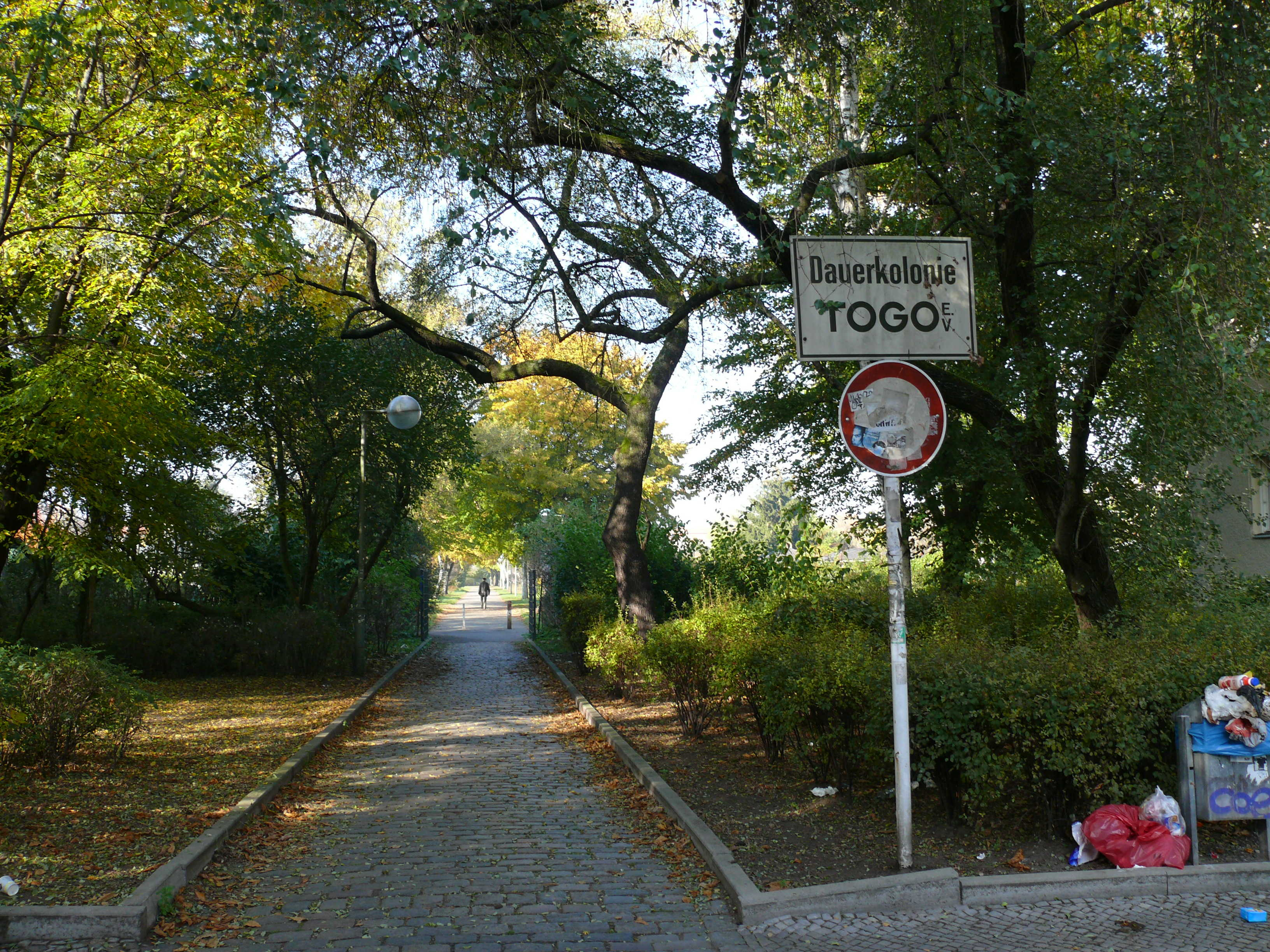
Kolonie Togo
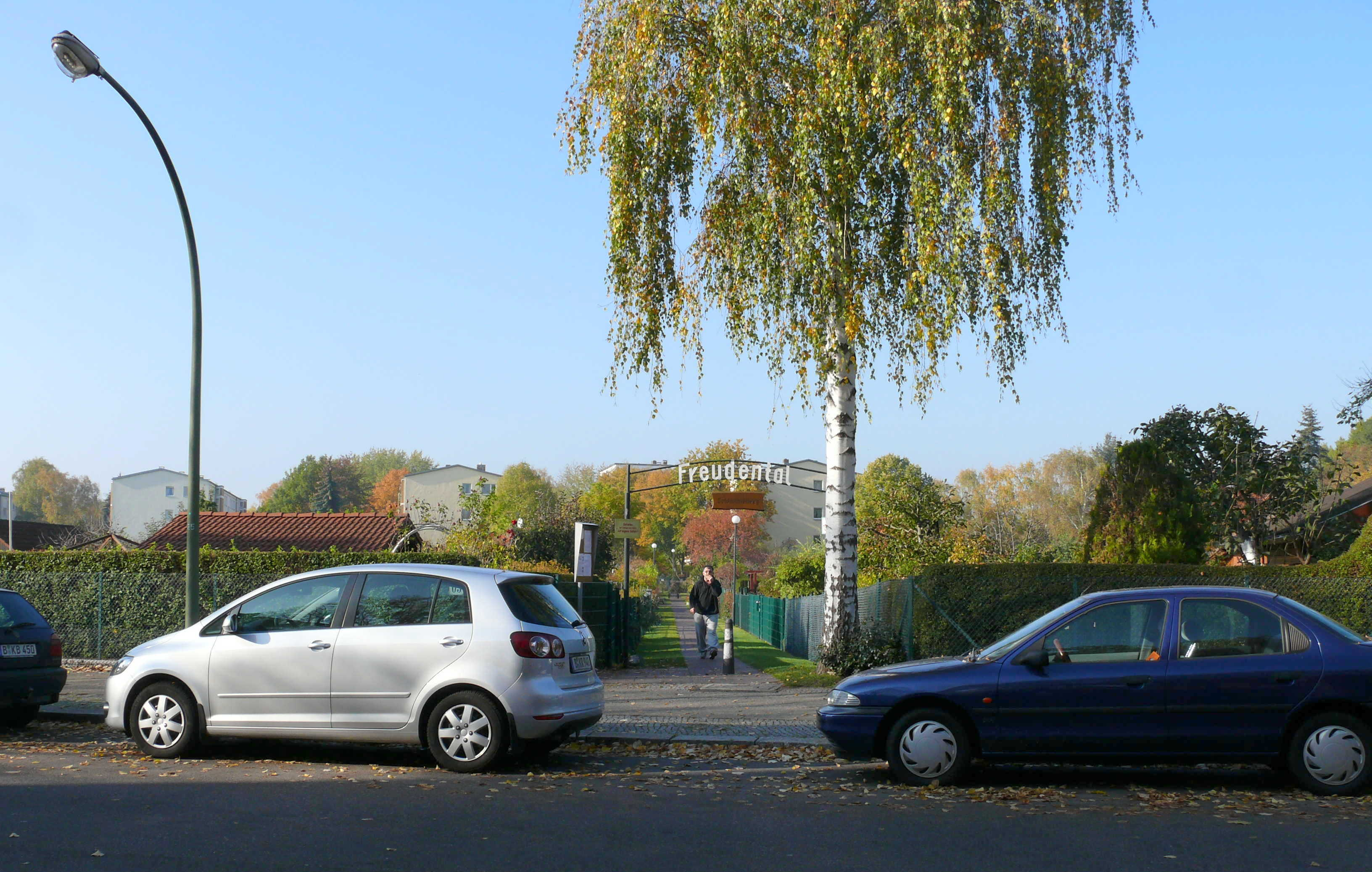
Kolonie Freudental
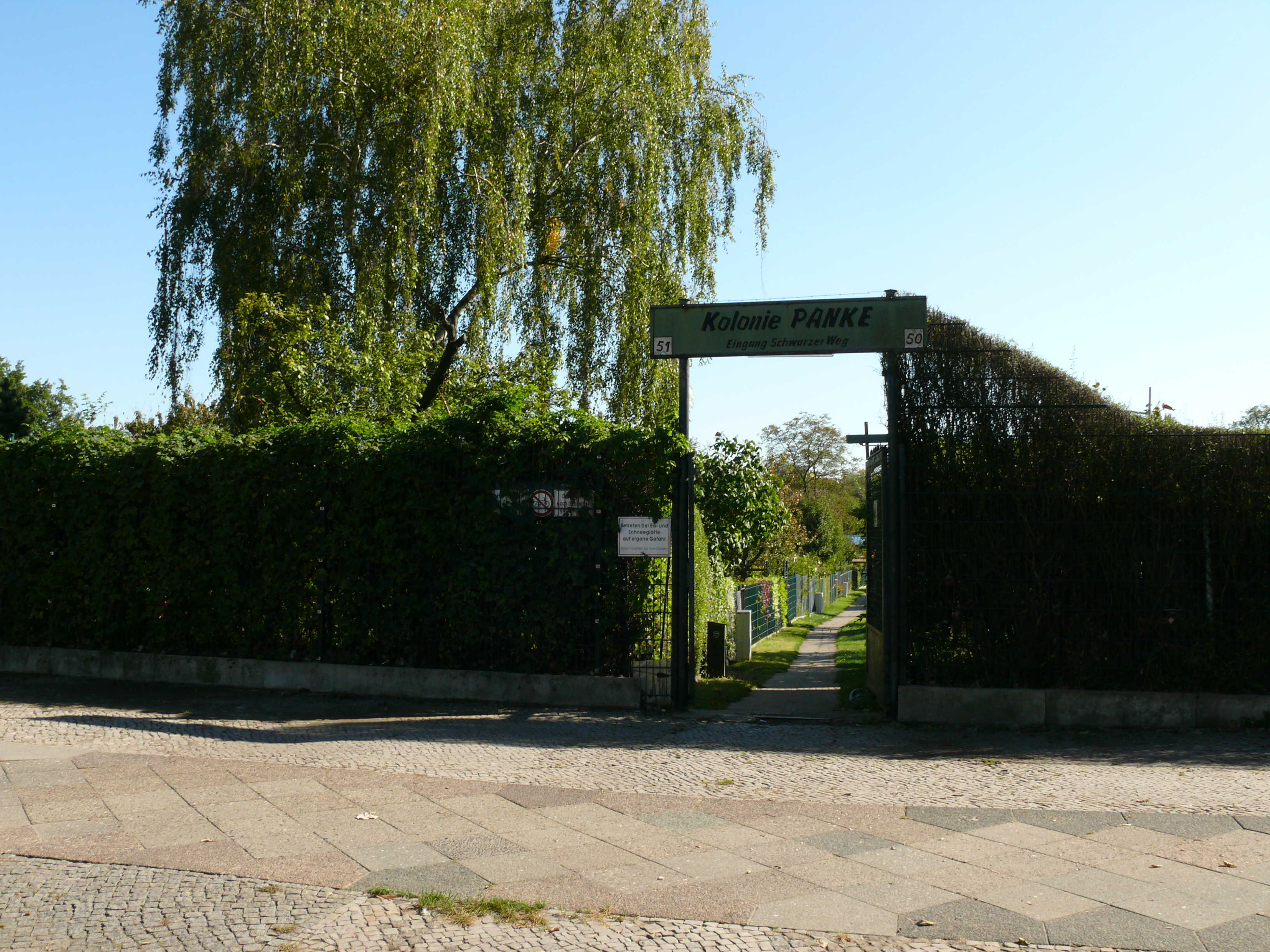
Kolonie Panke
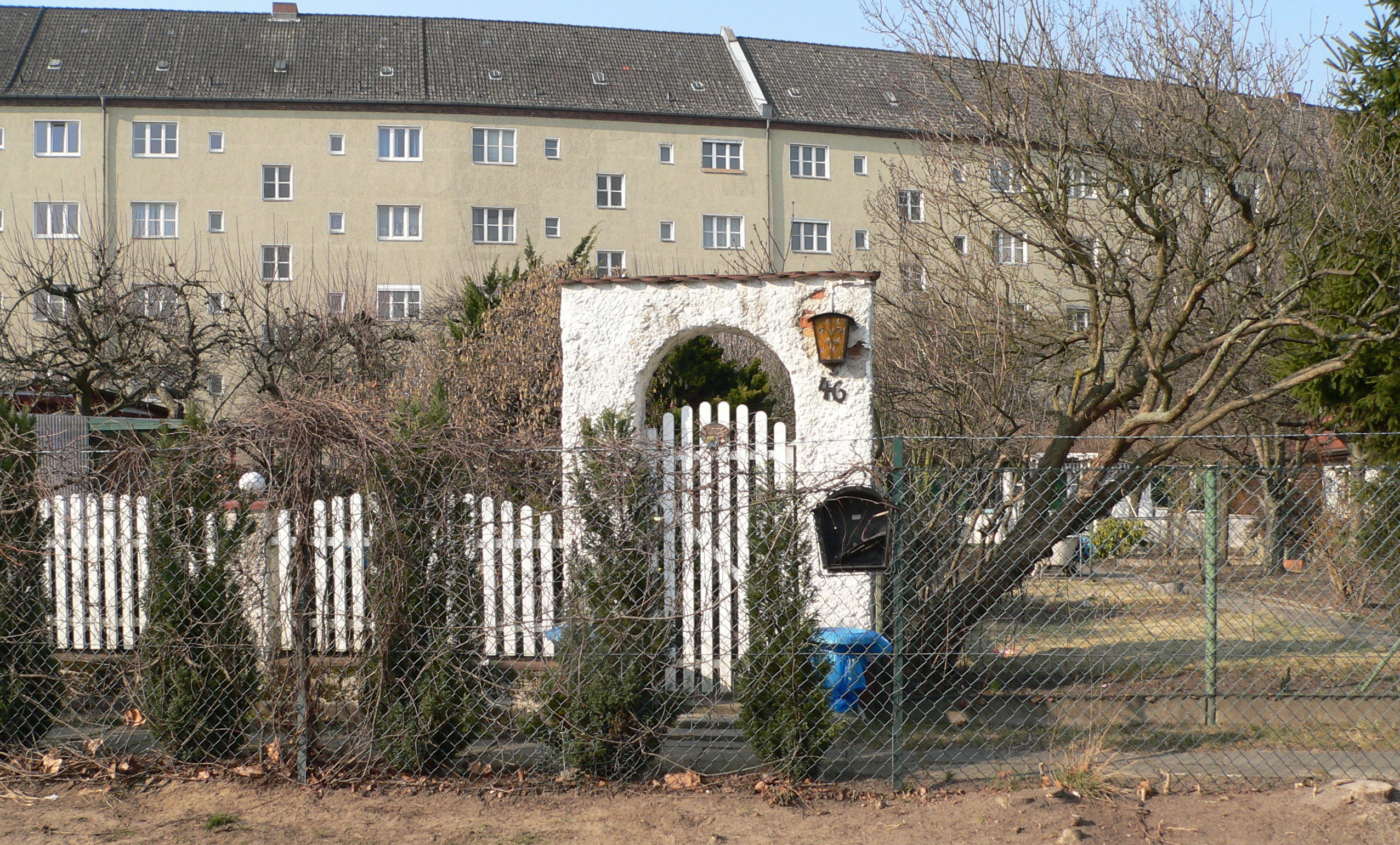
Kleingartenanlage Grüntal

## Symbolwert der Laubenkolonien
Die Bedeutung der Laubenkolonien des alten Bezirks Wedding ging schon früh über ihren unmittelbaren Wert für ihre Nutzer und ihre Funktionen in der Stadtentwicklung hinaus. Sie wurden schon seit ihrer Entstehungszeit von symbolischen Zuschreibungen begleitet. So in Heinrich Zilles Zeichnungen, die in der stolzen Errichtung ihrer primitiven Baracken die Selbstbehauptungskraft ihrer Errichter gespiegelt sahen. Das unter seiner Mitwirkung entstandene Zillebuch von 1929 zitiert sie als deren „Rittergüter“; eine Karikatur gibt einer Kolonie den Namen „Paradiesgarten“. Ähnliche Bedeutung verliehen die Dokumentaristen zur Zeit der Weltwirtschaftskrise von 1929 den Weddinger Laubenkolonien. Dabei standen für Alexander Stenbock-Fermor das politische Bewusstsein der Laubenkolonisten und tragische Einzelschicksale unter ihnen im scharfen Kontrast nebeneinander. Dagegen erblickte Franz Hessel bei seinen Spaziergängen im Wedding in dessen Laubenkolonien „nichts Provisorisches oder Nomadisches“. Ihm schienen sie „dauernde Paradiese, proletarische oder kleinbürgerliche Gefilde der Seligen“. Das epische Panorama von Peter Weiss’ Ästhetik des Widerstands erinnert im historischen Rückblick an die Träger des Weddinger Antifaschismus „in den Tarnungsvereinen von Keglern, Sängern, Sportlern, Laubengärtnern“. Distanzierter erblickten besonders linke Kommentatoren wie Erich Weinert schon in der Weimarer Republik einen Zwiespalt zwischen tatkräftiger Selbstgenügsamkeit und konservativer Entpolitisierung. Diese Ambivalenz setzte sich nach dem Zweiten Weltkrieg in einer Spannung zwischen ökologischer Fortschrittlichkeit und konservativer Beharrung fort, die sich öfter auch in die Parteienkonkurrenz in Wahlkämpfen einschrieb. Der dauerhaft auf Kleingärtnern lastende Verdacht, ihr Reich sei das „letzte Bollwerk des deutsche Spießers“ (Kaminer), löst sich in den freieren Formen der Gemeinschaftsgärten und nicht zuletzt auch zögerlich in ihnen selbst auf.
Ein Schatten der kleingärtnerischen Ordnungsbeharrung, die schon Hessel betonte, taucht in späteren Zeiten gelegentlich in publizistischen Glossen über randständige Weddinger Laubenkolonien auf. Ein Artikel über Wolfgang Herrndorfs Suche nach einem für seinen Selbstmord geeigneten Ort neben der Kleingartenkolonie entlang des Spandauer Schifffahrtskanals am Rande des Wedding hebt die Fremdheit der Szenerie („alles sehr, sehr ordentlich und gerade“) gegenüber den Blogs des Schriftstellers in Arbeit und Struktur hervor. Herrndorf war eine der wenigen prominenten öffentlichen Figuren, die die Weddinger Laubenkolonien als Bewohner des Bezirks von innen wahrnahmen – der Wedding hat keinen Kleingartenpächter wie Albert Einstein (in Spandau), oder Wladimir Kaminer (im Prenzlauer Berg). Seine Suche endete 2013 an einem im Stadtplan als schöne Aussicht markierten Uferplatz, durch eine kleine Böschung getrennt von den penibel durchnummerierten, attraktiv gestalteten Parzellen der Kleingartenkolonie „Plötzensee“. Anstatt eines festen sozialen Zusammenhalts spiegelt sich an diesem Ort eine Leerstelle der Entfremdung.